# Elle (Sängerin)
Elle (* 7. Dezember 2000 in Liestal als Michèle Graziella Bircher) ist eine Schweizer Pop/Rock- und Soulsängerin. Bekannt wurde sie als Siegerin der ersten Staffel der deutschen Castingshow «The Voice Kids» unter ihrem bürgerlichen Namen Michèle Bircher. Sie hat mit Musikern wie den Söhnen Mannheims, Marius Bear und Marc Sway zusammengearbeitet.

## Biografie

### Karriere als Musikerin
2013 gewann Elle als Michèle Bircher die erste Staffel von «The Voice Kids» in Deutschland. Seitdem steht sie regelmässig auf verschiedenen Bühnen und war unter anderem bei «Ein Herz für Kinder» und «TV Total» mit Stefan Raab zu sehen. 2015 veröffentlichte sie ihre erste EP «Evolution», die Platz sieben in den Schweizer Album-Charts erreichte. 2016 veröffentlichte sie die Single «Two Faces» und trat mit diesem Song als jüngste Teilnehmerin der ESC-Entscheidungsshow bei SRF an.
2021 nahm sie an der Schweizer Casting-Show Stadt Land Talent teil und erreichte den zweiten Platz. Dies führte zu einer zweijährigen Tournee mit dem Tourneetheater Das Zelt, bei der sie 2022 mit den Young Artists und 2023 mit dem Comedy Club unterwegs war.
Im März 2022 kehrte sie als Elle mit der Single Déjà-Vu zurück. Im selben Jahr sang sie bei der Benissimo-Comeback-Show ein Whitney-Houston-Medley mit Nicole Bernegger und Marius Bear. 2023 trat Elle im Rahmen der Gymotion erstmals im Hallenstadion Zürich auf und tourte mit Art on Ice. Während dieser Tour lernte sie den Produzenten Ben Jackson-Cook kennen, der sie zu einer Songwriting-Session nach London einlud.
Im Februar 2023 veröffentlichte sie die Single In My Dreams. Ende 2023 erschien ihre EP Divine mit der Single Lost Girl, deren Veröffentlichung sie mit einer Release-Show feierte. Die EP erreichte mit Platz 21 erneut die heimischen Musikcharts. Anfang 2024 veröffentlichte Elle die Ballade I’ll Be There. Im Mai 2024 folgte der Song Solo Rider, den sie zusammen mit Ben Jackson-Cook in London geschrieben hatte.
Im Sommer 2024 trat Elle auf dem Blues’n’Jazz in Rapperswil-Jona auf.
Weihnachten 2024: Elle war Teil des erfolgreichen Weihnachts-Circus „Montis Varieté“ in Wohlen (AG). Die Band bestand aus dem Musikalischen Leiter Lukas Stäger, Bassist und Gitarrist Danny Hertach, Schlagzeuger Stephan Felber, und Sängerin Ariane Indria. Gemeinsam performte die Band mit diversen Artisten rund 32 Shows.

### Soziales Engagement
Seit 2014 ist Elle Botschafterin der Deutschen Muskelschwund-Hilfe. Sie hat bereits ein Benefizkonzert und einen Sponsorenlauf organisiert, um Spendengelder für die Organisation zu sammeln und die Forschung nach einem Heilmittel voranzutreiben.

## Diskografie

### Featuring
- 2014: Mit Phenomen: Voci D’Oro
- 2016: Für Patric Heller: You Are My Christmas

### EP
- 2015: Evolution
- 2023: Divine

### Singles
- 2017: Two Faces
- 2022: Déjà-Vu
- 2023: In My Dreams
- 2023: Lost Girl
- 2024: Ill Be There
- 2024: Solo Rider
- 2024: Without Distraction
- 2025: Solo Rider (Remix) - Elle & Utope
- 2025: Crazy
- 2025: Pillowtalk